# Joseph Anderson (officier)
Ne doit pas être confondu avec Joseph Anderson.
Joseph Anderson, né le 1er juillet 1790 à Keoldale (Écosse) et mort le 18 juillet 1877 à Fairlie House (South Yarra) en Australie, est un officier et homme politique britannique.

## Biographie
Il sert en Sicile et en Calabre dès 1806 puis prend part l'année suivante à une expédition en Égypte contre les Turcs. De 1809 à 1812, lieutenant, il participe à la campagne de la Péninsule puis, lieutenant-colonel, participe à la bataille de Waterloo (1815).
Après la Guadeloupe, l'Australie et les Indes, il devient en 1834 le commandant militaire et le gouverneur civil de l'établissement pénitentiaire de l'île Norfolk (1834-1839).
En 1820, il se fait connaître en étant membre, avec le docteur Joseph Hamel, de la première ascension mortelle du Mont Blanc, trois guides trouvant alors la mort dans le Mont Maudit.
Blessé à la bataille de Punniar en 1843, il est élu au Conseil législatif de Victoria en 1852, poste qu'il occupe jusqu'en 1856,.